# Saint-Étienne-des-Sorts
Saint-Étienne-des-Sorts è un comune francese di 515 abitanti situato nel dipartimento del Gard, nella regione dell'Occitania.

## Società

### Evoluzione demografica
Abitanti censiti